# 울력
울력(문화어: 운력)이란 여러 사람이 힘을 합해 하는 일을 말한다.
마을 공동체에서 노동이 필요할 때 보수를 받지 않고 서로 도와주는 것으로 마을 사람은 누구나 의무적으로 참여해야 한다. 주로 마을의 둑쌓기, 보만들기, 마을의 정자 신축, 다리 보수 등에 울력을 한다.

## 같이 보기
- 두레
- 품앗이